# N.O.V.A.
Pour les articles homonymes, voir Nova (homonymie).
| Sigles de 2 caractères   |
| Sigles de 3 caractères   |
| ► Sigles de 4 caractères |
| Sigles de 5 caractères   |
| Sigles de 6 caractères   |
| Sigles de 7 caractères   |
| Sigles de 8 caractères   |

N.O.V.A. est une série de jeux vidéo développée et éditée par Gameloft.
De nombreux journalistes ont pointé sa ressemblance avec la série Halo,.

## N.O.V.A. Near Orbit Vanguard Alliance
N.O.V.A. Near Orbit Vanguard Alliance est le premier jeu de la série sorti sur iOS le 17 décembre 2009, puis webOS et enfin sur Android. Il s'agit d'un jeu de tir à la première personne dans un environnement futuriste.
Le 22 décembre 2010, le jeu arrive sur le PlayStation Network et fait partie de la gamme minis, jouable sur PlayStation 3 et PSP.
Lors de l'annonce de la Freebox Révolution, N.O.V.A. Near Orbit Vanguard Alliance est cité comme l'un des jeux tournant sur cette plateforme.
Le jeu a également été adapté sur téléphone mobile sous la forme d'un jeu d'action 2D en vue latérale réalisée en pixel art.
- Jeuxvideo.com : 17/20[1]
- Pocket Gamer : 9/10 (iOS)[5] - 8/10 (mobile)[6] - Jeu iPhone de l'année, choix des lecteurs[7]
- Pocket Gamer France : 9,4/10[8]
- TouchArcade : 5/5[9]

## N.O.V.A. 2: The Hero Rises Again
N.O.V.A. 2: The Hero Rises Again est le second épisode de la série, sorti en 2010 sur Mac, iOS, Android et BlackBerry OS.
- Jeuxvideo.com : 17/20[10]
- Pocket Gamer : 9/10[11]
- Pocket Gamer France : 9/10[12]

## N.O.V.A. Elite
N.O.V.A. Elite est un épisode dérivé de la série, sorti en 2011 sur Facebook au format free-to-play.
- Jeuxvideo.com : 7/20[13]

## N.O.V.A. 3
N.O.V.A. 3 est le troisième épisode de la série, sorti en 2012 sur iOS, Android, BlackBerry 10, Windows Phone et téléphone mobile. Le jeu a également été adapté sur téléphone mobile sous la forme d'un jeu d'action 2D en vue latérale réalisée en pixel art.
- Jeuxvideo.com : 18/20[14]
- Pocket Gamer : 8/10 (iOS)[15] - 8/10 (Xperia Play)[16]
- Pocket Gamer France : 9,2/10[17]
- TouchArcade : 4,5/5 (solo)[18] - 3,5/5 (multijoueur)[19]

## N.O.V.A. Legacy
N.O.V.A. Legacy est une remasterisation du premier jeu au format free-to-play, sorti en 2017 sur Android. Le jeu a également été adapté sur téléphone mobile sous la forme d'un jeu d'action 2D en vue latérale réalisée en pixel art.
- Canard PC : 2/10[20]